# Larry Sacharuk
Lawrence William Sacharuk (Saskatoon, 16 settembre 1952) è un allenatore di hockey su ghiaccio ed ex hockeista su ghiaccio canadese.

## Carriera

### Giocatore
Sacharuk crebbe a livello giovanile nella WCHL con i Saskatoon Blades e nella OHA con i Niagara Falls Flyers. Nell'NHL Amateur Draft 1972 egli fu scelto in ventunesima posizione assoluta dai New York Rangers.
Esordì nella National Hockey League nella stagione 1972-73 giocando otto incontri con i Rangers, oltre che nel farm team in American Hockey League dei Providence Reds. Dopo due stagioni fra NHL e AHL Sacharuk disputò l'intera stagione 1974-75 con i St. Louis Blues, stabilendo il suo massimo in carriera con 42 punti in 76 partite di stagione regolare.
L'anno successivo fece nuovamente ritorno ai New York Rangers, non riuscendo però a confermarsi all'interno del roster; fu soprattutto prestato alla squadra affiliata in AHL dei New Haven Nighthawks. Giocò inoltre nella World Hockey Association con gli Indianapolis Racers, dove fu compagno di squadra di Wayne Gretzky.
Concluse la carriera in Europa giocando alcune stagioni in Austria e in Gran Bretagna, ritirandosi definitivamente nel 1983.

### Allenatore
Una volta ritiratosi Sacharuk intraprese la carriera da allenatore in Europa: nei Paesi Bassi, in Austria (TWK Innsbruck e Graz 99ers), in Serbia (Vojvodina Novi Sad e la Nazionale serba), prima di approdare, nel dicembre 2008, nel campionato italiano all'SG Pontebba.
Ha poi allenato in Spagna il Club Gel Puigcerdà.

## Palmarès

### Individuale
- WCHL All-Star Second Team: 1

1971-1972